# Ela Meyer
Ela Meyer (* 1973 in Oldenburg) ist eine deutschsprachige Autorin.

## Leben
Meyer ist in Oldenburg geboren und hat in Hamburg gewohnt. Heute lebt sie in der Nähe von Barcelona auf einem kleinen Boot. Sie hat mehrere Jahre im therapeutischen Bereich und in der Drogenhilfe gearbeitet und in zwei Riot-Grrrl-Bands Gitarre gespielt. Inzwischen ist sie als Lehrerin für Deutsch als Fremdsprache tätig. Ihre Kurzgeschichten sind in verschiedenen Literaturzeitschriften und Anthologien erschienen. Ihr Romandebüt Es war schon immer ziemlich kalt sowie ihr zweiter Roman Furchen und Dellen erschienen beim Hamburger JUMBO Verlag unter dem Label GOYA.

## Werk
Roman
- Es war schon immer ziemlich kalt, GOYA, Hamburg 2022, ISBN 978-3-8337-4456-3
- Furchen und Dellen, GOYA, Hamburg 2024, ISBN 978-3-8337-4813-4

## Auszeichnungen (Auswahl)
- Shortlist für den Blogbuster Preis 2020[1]